# 식탁보

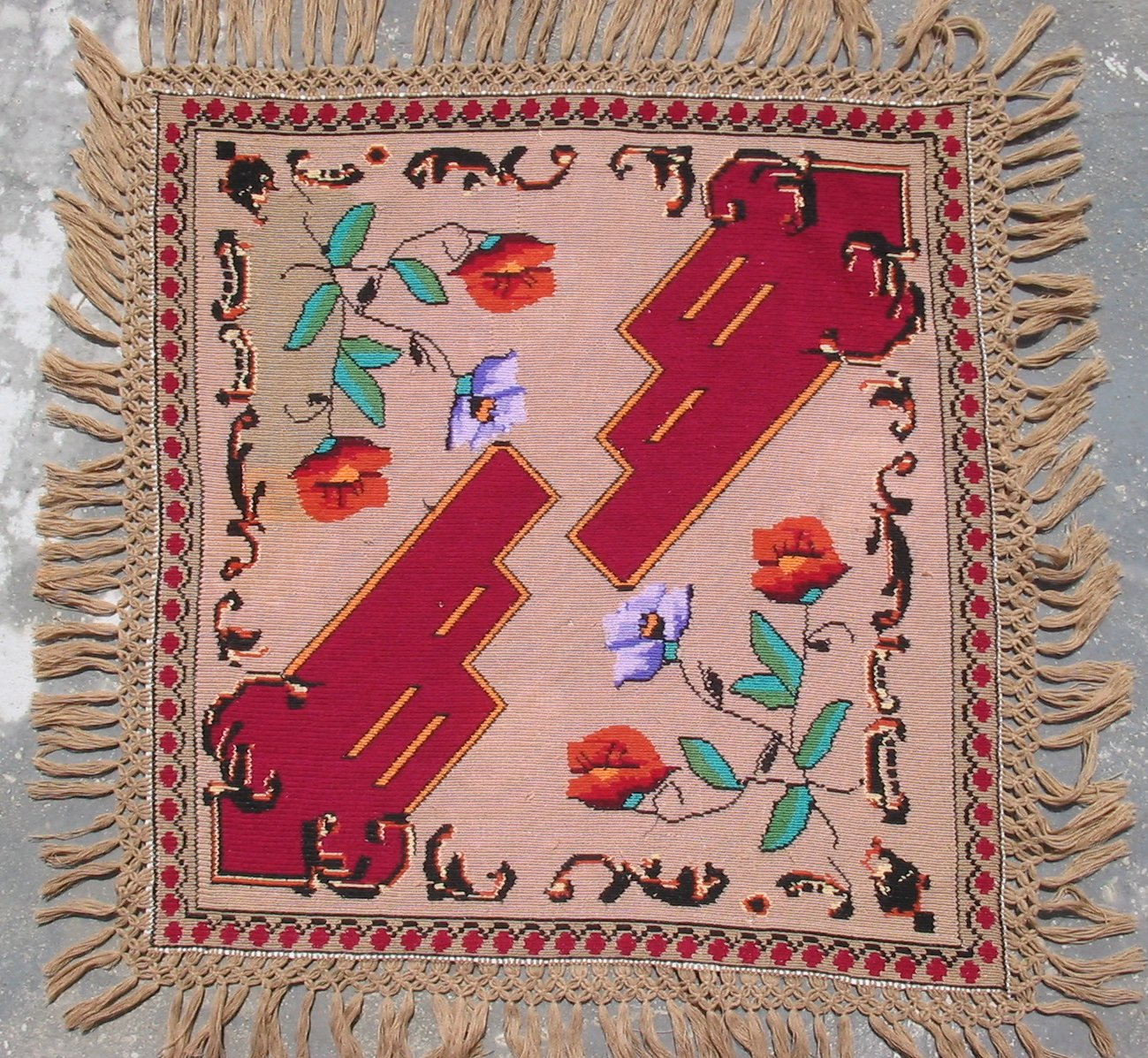
식탁보

식탁보(食卓褓)는 식탁 위에 까는 널따란 보이다.
테이블을 덮는 데 사용되는 천이다. 일부는 주로 장식용 덮개로, 긁힘과 얼룩으로부터 테이블을 보호하는 데 도움이 될 수 있다. 다른 식탁보는 식기와 음식을 놓기 전에 식탁 위에 펼쳐 놓도록 설계되었다. 일부 식탁보는 냅킨, 플레이스매트 또는 기타 장식 조각과 조화를 이루는 전체 테이블 설정의 일부로 디자인되었다. 특별한 종류의 식탁보에는 두 끝에서만 테이블을 돌출시키는 "러너"(runner)와 일반 식탁보 아래에 패딩 층을 제공하는 "테이블 프로텍터"가 포함된다.